# Ha-Cefira
Ha-Cefira, także, Ha-Cfira, Hacefira (hebr. הצפירה) – warszawska gazeta mniejszości żydowskiej wydawana z przerwami w latach 1862–1931 w języku hebrajskim. Pierwsze czasopismo hebrajskie wydawane na terenie Królestwa Polskiego.

## Historia
Pierwszy numer „Ha-Cefiry” (pol. „przedświt”, „świt”, „jutrzenka”, „epoka”) ukazał się w styczniu 1862 roku w Warszawie, staraniem Chaima Zeliga Słonimskiego, który został także pierwszym redaktorem naczelnym pisma. Było to pierwsze czasopismo hebrajskie wydawane na terenie Królestwa Polskiego. Do celów periodyku należała popularyzacja nauki i techniki, a w szczególności nauk przyrodniczych i najnowszych odkryć. Na łamach czasopisma informowano także o wydarzeniach związanych ze społecznością żydowską, z początku wpisując się w nurt umiarkowanie postępowy. Ze względu na konserwatywnych odbiorców, w artykułach podkreślano brak sprzeczności między religią a prezentowaną wiedzą naukową.
Początkowo „Ha-Cefira” ukazywała się w formie tygodnika. W pierwszych numerach, ukazujących się od stycznia do lipca 1862 roku, prezentowano pionierskie treści na temat elektryczności, telegrafu, meteorytów, fotografii i chemii. Po sześciu miesiącach wstrzymano publikację ze względu na wyjazd Słonimskiego do Żytomierza. Przez następne 12 lat wielokrotnie próbowano przywrócić czasopismo, jednak dopiero w lipcu 1874 roku udało się w Berlinie wznowić działalność tygodnika. We wrześniu następnego roku przeniesiono czasopismo z powrotem do Warszawy. Na łamach pisma z początku publikowali znaczący przedstawiciele haskali m.in. Jehuda Lejb Gordon, Mendele Mojcher Sforim, czy Mosze Lejb Lilienblum.
W 1876 roku do redakcji dołączył siedemnastoletni Nachum Sokołow, który z czasem wypracował sobie znaczącą rolę w czasopiśmie. W 1886 roku, gdy „Ha-Cefira” została dziennikiem (częstotliwość ta utrzymała się przez dwadzieścia lat), przejął funkcję redaktora naczelnego. Pod wpływem Sokołowa nastąpił zwrot ku syjonizmowi: rozbudowa treści politycznych odbyła się jednak kosztem materiałów na temat popularyzacji nauki i techniki. Z czasem pojawiły się nowe działy dotyczące m.in. szachów, medycyny, handlu, prawa i humoru, a przez krótki okres w 1889 roku prowadzono także dział dla dzieci. Na łamach „Ha-Cefiry” pojawiała się publicystyka oraz analizy wydarzeń regionalnych i światowych prezentujące różnorodne głosy. W dziale literackim Sokołow zapraszał do współpracy pisarzy o ugruntowanej pozycji (m.in. Israel Chaim Tawiów, Icchok Lejb Perec, czy Szolem Alejchem) i młodych twórców, takich jak Micha Josef Berdyczewski, Mordechaj Zew Feierberg i Josef Klausner. W 1884 roku Sokołow zaczął także wydawać rocznik „Ha-Asif”.
Rozkwit pisma pod względem kolportażu i poziomu treści nastąpił na początku XX wieku. W tym okresie „Ha-Cefira” zajęła lukę pozostawioną przez upadający „Ha-Melic” na rynku prasy w Imperium Rosyjskim, stając się wiodącym periodykiem hebrajskim w imperium, jak i za granicą. Na jej łamach w tym czasie publikowali młodzi literaci szukający miejsca w świecie literackim Warszawy, tacy jak Uri Nissan Gnessin, Dawid Szymonowicz, Zalmen Sznejer, Debora Baron, Jaakow Fichman, czy Szalom Asz. Od 1904 roku ukazywał się dodatek literacki, w którym publikowano utwory napisane po hebrajsku, jak i tłumaczenia literatury pięknej na hebrajski.
W lutym 1906 roku dziennik został zawieszony przez cenzurę. Publikację wznowiono w październiku 1910 roku ze zmianą w redakcji: działalność Sokołowa ograniczyła się do współpracy z pismem, a ster de facto przejęli Dawid Frischmann i Samuel Czernowicz. W 1912 roku pismo obchodziło pięćdziesięciolecie istnienia okolicznościową publikacją, a jego łamy zasiliła nowa generacja literatów. Wraz z wybuchem I wojny światowej dziennik popadł w kłopoty finansowe i stracił ciągłość, od 1917 roku zmieniając się w tygodnik, a dwa lata później kończąc działalność. Kilkukrotne próby wznowienia „Ha-Cefiry” po wojnie nie były skuteczne: w 1931 roku czasopismo definitywnie zakończyło działalność.